# Дегова
Дегова (укр. Дегова) — село в Рогатинской городской общине Ивано-Франковского района Ивано-Франковской области Украины.
Население по переписи 2001 года составляло 322 человека. Занимает площадь 8,314 км². Почтовый индекс — 77019. Телефонный код — 03435.

## Известные уроженцы
- Белинский, Иван Григорьевич (1811—1882) — украинский фольклорист.